# Урметовська сільська рада
Урме́товська сільська рада (рос. Урметовский сельский совет) — муніципальне утворення у складі Ілішевського району Башкортостану, Росія. Адміністративний центр — село Урметово.
Станом на 2002 рік існували Тупеєвська сільська рада (село Тупеєво) та Урметовська сільська рада (село Урметово).

## Населення
Населення — 870 осіб (2019, 1069 у 2010, 1229 у 2002).

## Склад
До складу поселення входять такі населені пункти:
| Населений пункт | Населення, осіб (2002) | Населення, осіб (2010) |
| --------------- | ---------------------- | ---------------------- |
| Урметово, село  | 723                    | 654                    |
| Тупеєво, село   | 506                    | 415                    |